# Heidi Grimm
Heidi Grimm es una deportista alemana que compitió para la RFA en judo. Ganó una medalla de bronce en el Campeonato Europeo de Judo de 1979, en la categoría de –48 kg.

## Palmarés internacional
| Campeonato Europeo | Campeonato Europeo      | Campeonato Europeo | Campeonato Europeo |
| Año                | Lugar                   | Medalla            | Categoría          |
| ------------------ | ----------------------- | ------------------ | ------------------ |
| 1979               | Kerkrade (Países Bajos) | Medalla de bronce  | –48 kg             |